# Pistolet Savage M1907
Savage Model 1907 – amerykański pistolet samopowtarzalny.

## Historia
W 1905 roku Elbert Hamilton Searle opatentował projekt pistoletu samopowtarzalnego działającego na zasadzie odrzutu zamka półswobodnego. W 1907 roku na podstawie projektu Searle’a powstał w zakładach Savage Arms Company prototyp nowego pistoletu. Jego produkcję uruchomiono na początku 1908 roku. Pierwsze seryjne egzemplarze były gotowe w marcu tego roku, ale wielkoseryjna produkcja rozpoczęła się w 1910 roku.
W następnych latach pistolety Savage Model 1907 zostały wprowadzone do uzbrojenia kilku departamentów amerykańskiej policji, a także stały się popularną bronią straży bankowych. Pistolety Savage M1907 były także używane przez wyższych oficerów amerykańskiej armii jako broń prywatna. Po wybuchu I wojny światowej dużą partię pistoletów M1907 zakupiła armia francuska.
Produkcję pistoletu Model 1907 zakończono w 1920 roku po wyprodukowaniu ponad 200 000 egzemplarzy pistoletu Model 1907.
Ponieważ pistolety Model 1907 miały wybity na zamku napis Pat. November21, 1905 często są określane jako Savage Model 1905. Inną spotykaną nazwą tego pistoletu jest Savage Model 1910 związana z rokiem w którym uruchomiono masową produkcję tej broni.

## Wersje
- Model 1907 – podstawowa wersja.
- Model 1915 – wersja  "bezkurkowa" (bez zewnętrznego napinacza iglicy) z samoczynnym bezpiecznikiem chwytowym produkowana w latach 1915–1916. Wyprodukowano ok. 6500 tych pistoletów.
- Model 1917 – wersja różniąca się kształtem chwytu. W latach 1920–1921 wyprodukowano ok. 16 000 egz. tego pistoletu.

## Opis
Model 1907 był bronią samopowtarzalną. Zasada działania oparta na odrzucie zamka półswobodnego. Czynnikiem opóźniającym otwarcie lufy była rotacja lufy spowodowana przez przechodzący przez nią pocisk. Po opuszczeniu lufy przez pocisk zamek mógł się cofnąć obracając jednocześnie lufę. Mechanizm uderzeniowy igliczny z zewnętrznym napinaczem.
Model 1907 był zasilany z wymiennego magazynka pudełkowego o pojemności 10 naboi. Magazynek znajdował się w chwycie.
Lufa gwintowana, posiadała sześć bruzd prawoskrętnych.
Przyrządy celownicze mechaniczne stałe (muszka i szczerbinka).